# 반스키드보리 폭격
반스키드보리 폭격(크로아티아어: bombardiranje Banskih dvora)은 크로아티아 독립 전쟁 당시 크로아티아 대통령의 관저였던 자그레브의 반스키 드보리에 대한 유고슬라비아 공군의 폭격이다. 이 공습은 1991년 10월 7일 유고슬라비아 공군이 크로아티아 수도의 여러 목표물을 공격하는 과정에서 발생했다. 투슈카나츠 지역에 대한 기총소사로 민간인 1명이 사망하고 4명이 부상을 입었다고 보고되었다.
공격 당시 크로아티아의 프라뇨 투지만 대통령은 건물 안에 있었고, 스테판 메시치(당시 유고슬라비아 대통령직 주석)와 안테 마르코비치(당시 유고슬라비아 총리)와 회담 중이었으나, 이들 중 누구도 폭격으로 다치지 않았다. 폭격 직후 투지만은 이 공격이 크로아티아의 국가로서 반스키드보리를 파괴하려는 의도였던 것 같다고 언급했다. 마르코비치는 유고슬라비아 국방부 장관 벨코 카디예비치에게 책임을 물었으나, 카디예비치는 혐의를 부인하며 이 사건이 크로아티아가 조작한 것이라고 주장했다. 이 공격은 국제적인 비난과 유고슬라비아에 대한 경제 제재 고려를 불러일으켰다. 대통령 관저는 즉시 빌라 자고리에로 알려졌던 자그레브 대통령궁으로 이전되었다. 반스키드보리는 상당한 피해를 입었으나, 수리는 1995년에야 시작되었다. 이 건물은 나중에 크로아티아 정부의 소재지가 되었다.

## 배경
1990년, 크로아티아에서 제1회 다당제 선거가 열렸으며, 프라뇨 투지만의 승리는 이미 긴장 상태였던 유고슬라비아 사회주의 연방공화국 내의 민족주의적 긴장을 더욱 고조시켰다. 세르브계 정치인들은 사보르를 떠나 곧 미승인국인 세르비아 크라이나 공화국의 일부가 될 지역의 자치를 선언했고, 이들은 크로아티아로부터 독립할 의도를 가지고 있었다. 긴장이 고조되면서, 크로아티아는 1991년 6월 독립을 선언했다. 그러나 선언은 1991년 10월 8일까지 3개월 동안 보류되었다. 이 보류는 유럽 경제 공동체와 유럽 안보 협력 회의가 유고슬라비아 내전 가능성 때문에 크로아티아가 독립국으로 인정받지 못할 것이라고 촉구했기 때문이다. 긴장은 유고슬라비아 인민군과 다양한 세르브계 준군사조직이 크로아티아 내에서 동원되면서 크로아티아 독립 전쟁으로 확대되었다. 10월 3일, 유고슬라비아 해군은 크로아티아 주요 항구에 대한 봉쇄를 재개했다. 이러한 움직임은 몇 달간의 교착 상태와 달마티아 등지에서 유고슬라비아 군사 시설을 점령한 뒤에 나온 것이었다. 이러한 사건들은 현재 막사 전투로 알려져 있다. 그 결과 크로아티아 육군은 150대의 병력수송장갑차, 220대의 전차, 100-밀리미터 (3.9 in) 구경장 이상의 대포 400문 등 상당량의 무기, 탄약 및 기타 장비를 확보했으며, 39개 막사와 군사통신 센터 2개, 미사일 기지 1개를 포함한 26개 기타 시설을 점령했다. 이는 또한 유고슬라비아군이 달마티아의 크로아티아 본토 접근을 차단하려다 해안선을 점령하지 못한 해안-91 작전의 종료와도 일치했다.

## 폭격 경고

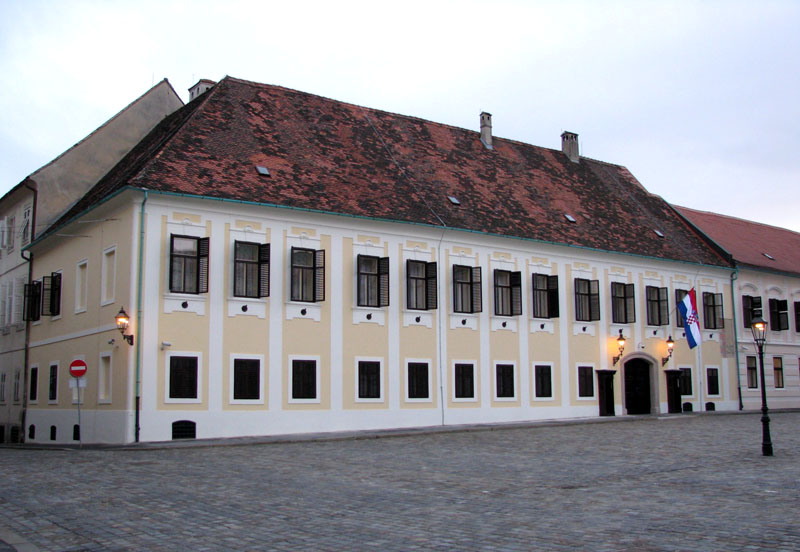
반스키드보리

1990년 8월부터 1991년 7월까지 크로아티아 국방부 장관을 지낸 마르틴 슈페겔에 따르면, 크로아티아군은 유고슬라비아 공군 젤랴바 공군 기지에 주둔한 소식통으로부터 다음 날 준비된 최고 기밀 임무에 대한 정보를 받았지만, 슈페겔은 세부 정보 부족으로 이 정보를 진지하게 받아들이지 않았다고 주장한다. 다른 소식통들은 크로아티아 안보정보체계 체계가 경고를 전달했으며, 정보 출처는 소련과 당시 대통령인 미하일 고르바초프였다고 주장한다. 10월 6일에서 7일로 넘어가는 자정, 베오그라드 주재 소련 대사는 유고슬라비아군이 자그레브를 공격하지 말라고 경고하라는 정부 지시를 받았다고 보고되었다.
투지만은 크로아티아 공군 및 방공군 지휘소인 고르니 그라드 아래를 지나는 터널에서 밤을 보냈는데, 그곳에서 유고슬라비아 항공기의 이동에 대한 정보가 전달되었다. 아침에 유고슬라비아군 장군 안드리야 라셰타(Andrija Rašeta)는 상관들이 투지만에게 압력을 가하기 위해 자그레브를 공격하기로 결정할 수도 있다고 언론에 알렸다. 10월 7일 아침 동안 공습 경보가 세 차례 울렸는데, 이는 유고슬라비아 공군이 자그레브 지역에 최대 30~40대의 전투기를 배치하고 임박한 공습에 대한 수많은 제보가 유고슬라비아 군사 기지로부터 접수되었기 때문이다. 아침 동안 유고슬라비아 공군 제트기는 크로아티아의 풀라와 우드비나 근처 기지, 그리고 보스니아 헤르체고비나의 바냐루카에서 이륙하는 것이 관찰되었다. 젤랴바 공군 기지에서는 이륙하는 비행기가 기록되지 않았는데, 아마도 해당 지역의 낮은 구름 때문으로 추정된다. 오후 1시 30분, 크로아티아군은 자그레브 남쪽 벨리카 부나 근처의 유고슬라비아 군사 통신 센터와 레이더 기지를 점령하여, 해당 지역의 유고슬라비아 공군 항공기 통제를 방해했다. 이 사건이 당시 크로아티아 대통령의 관저였던 반스키드보리에 대한 공습 시간에 영향을 미쳤다고 여겨진다.

## 폭격
1991년 10월 7일 정오경, 투지만은 당시 유고슬라비아 대통령직 의장이던 스테판 메시치와 당시 유고슬라비아 총리이던 안테 마르코비치를 반스키드보리에서 만났는데, 둘 다 크로아트인이었다. 회담의 목적은 마르코비치를 설득하여 유고슬라비아 연방 정부 수장직을 그만두게 하는 것이었는데, 마르코비치는 그렇게 하기를 꺼리는 듯했다. 또한 크로아티아의 독립 필요성에 대해서도 논의했다. 회담은 대통령 보좌관이 참석할 점심 식사를 위해 잠시 중단되었다. 투지만은 마르코비치의 크로아티아 혈통에 호소하며 설득하려는 또 다른 시도를 했다. 세 사람은 디저트가 제공될 때 점심 식사에서 떠나 대통령 집무실로 이동하여 논의를 계속했다. 투지만이 방을 떠나자 다른 모든 사람들도 따라 나섰다.
오후 3시 직후, 점심 식사가 끝난 지 몇 분 지나지 않아, 유고슬라비아 공군은 반스키드보리와 자그레브의 고르니 그라드 지역 및 크로아티아 수도의 다른 목표물을 공격했는데, 모든 사람들이 점심 식사를 하던 홀을 떠난 지 2, 3분 후였다. 자그레브는 약 30대의 유고슬라비아 제트기에게 공격받았으나, 고르니그라드에 대한 공습은 각각 8개의 128-밀리미터 (5.0 in) 무유도 미사일을 장착한 미코얀-구레비치 MiG-21 2대와 각각 2개의 Mk 82 폭탄을 장착한 소코 G-4 슈퍼 갈렙 2대가 수행했다. 반스키드보리 건물은 목표물 위 5 m에서 근접 신관으로 폭발한 Mk 82 폭탄에 두 차례 직격탄을 맞았다.
고르니 그라드의 투슈카나츠 지역에 대한 항공기 기총소사로 민간인 1명이 사망한 것으로 보고되었다. 세 지도자 중 아무도 다치지 않았으나, 4명이 부상을 입었다. 반스키드보리의 외벽과 거의 모든 방이 손상되었고, 지붕 구조의 일부가 파괴되었다. 건물과 그 내용물에 가해진 피해의 초기 추정치는 200만~300만 미국 달러에 달했다. 반스키드보리 외에도 인근 지역의 다른 건물도 피해를 입었다. 여기에는 크로아티아 의회 건물, 옛 시청, 성 마르카 교회, 역사 박물관, 문화 기념물 보호 연구소, 인근 주택과 사무실이 포함되었으며, 스위스 영사 베르너 마우너(Werner Mauner)의 거주지도 포함되었다.

## 여파

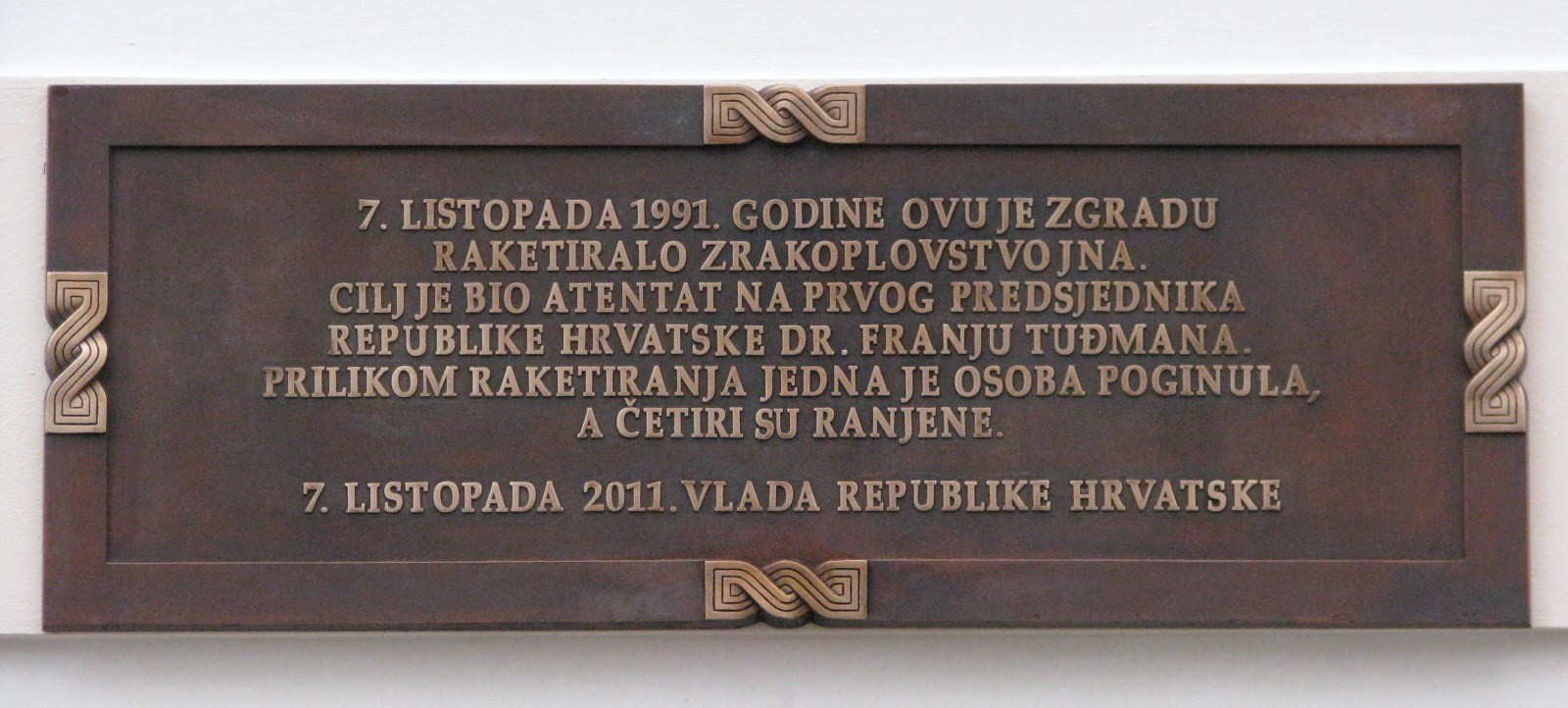
공격을 기념하는 기념 명판이 2011년에 설치되었다.

폭격 직후 녹화 및 방송된 텔레비전 보고서에서 투지만은 이 공격이 크로아티아의 국가로서 반스키드보리의 소재지를 파괴하려는 의도, 그리고 참수작전으로서의 의미를 지녔다고 말했다. 그는 외국 점령을 끝내고 국가를 재건하겠다는 결의의 진술로 마무리했다. 마르코비치는 베오그라드의 자신의 사무실에 전화하여 유고슬라비아 국방부 장관 벨코 카디예비치에게 공격의 책임을 물었다. 그는 카디예비치가 퇴임할 때까지 베오그라드로 돌아가지 않겠다고 위협하며 사임을 요구했다. 유고슬라비아 국방부는 공격이 중앙 사령부에 의해 승인되지 않았으며, 이 사건이 크로아티아 정부가 연출한 것이라고 주장했다. 또한 유고슬라비아 국방부는 크로아티아 측이 일부로 가소성 폭약을 설치했다고 주장했다.
상황에 대응하여 미국 영사관은 언론인을 포함한 미국 국적자들에게 크로아티아를 떠날 것을 권고했다. 미국 국무부는 유고슬라비아에 대한 경제 제재 도입을 고려할 것이라고 발표했다. 독일은 이 공격을 야만적이라고 비난하며 유고슬라비아군에게 책임을 물었다.
1991년 10월 8일, 독립 선언 유예 기간이 만료되자, 크로아티아 의회는 유고슬라비아와의 모든 나머지 관계를 단절했다. 이 특정 의회 회의는 최근의 공습으로 인한 보안 문제 때문에 자그레브 슈비체바 거리의 INA 건물에서 개최되었다. 구체적으로는 유고슬라비아 공군이 의회 건물을 공격할 수도 있다는 우려가 있었다.
폭격 후, 크로아티아 대통령의 관저는 반스키드보리에서 자그레브 판토브차크 지역의 대통령궁(이전 빌라 자고리에로 알려짐)으로 이전되었다. 반스키드보리 수리 기금은 1995년에 승인되었으며, 이 건물은 크로아티아 정부의 공식 소재지가 되었다. 폭격 20년 후인 2011년에 반스키드보리 외벽에 폭격을 기념하는 기념 명판이 설치되었다. 이 폭격은 자그레브 시립 박물관에서도 기념되는데, 이 사건은 상설 전시의 '독립 크로아티아의 자그레브' 컬렉션에 포함되어 있다.

## 참고 문헌
서적 및 학술지 논문
- Kostović, Ivica; Judaš, Miloš; Adanić, Stjepan (1993). 《Mass killing and genocide in Croatia 1991–92 : a book of evidence, based upon the evidence of the Division of Information, the Ministry of Health of the Republic of Croatia》. Hrvatska Sveučilišna Naklada. OCLC 28889865.
- 《Eastern Europe and the Commonwealth of Independent States》. London, England: 테일러 앤드 프랜시스. 1999. ISBN 978-1-85743-058-5.
- Radović, Darja (1993). 《Report on the air raid on Zagreb-Gornji grad (the Upper Town) on October 7th 1991》 (PDF). 《Radovi Instituta Za Povijest Umjetnosti》 17 (Institut za povijest umjetnosti). ISSN 0350-3437. 2015년 9월 24일에 원본 문서 (PDF)에서 보존된 문서. 2018년 11월 19일에 확인함.
- Špegelj, Martin (2001).  Žanić, Ivo, 편집. 《Sjećanja vojnika》 [Memories of a Soldier] (크로아티아어). Zagreb, Croatia: Znanje. ISBN 9789531952064.

뉴스 보도
- “21. obljetnica raketiranja: Gorbačov spasio Tuđmana, Mesića i Markovića od atentata!” [로켓 공격 21주년: 고르바초프, 투지만, 메시치, 마르코비치 암살 시도에서 구하다!] (크로아티아어). 유타르니 리스트. 2012년 10월 7일. 2012년 11월 15일에 원본 문서에서 보존된 문서.
- “Barbari su pokušali obezglaviti Hrvatsku, a postigli su suprotno – još veće jedinstvo hrvatskog naroda!” [야만인들은 크로아티아를 참수하려 했지만 그 반대, 즉 크로아티아 민족의 더 큰 단결을 이루었다!] (크로아티아어). Index.hr. 2012년 10월 7일. 2013년 12월 1일에 원본 문서에서 보존된 문서.
- Boroš, Dražen (2011년 10월 8일). “Dvadeset godina slobodne Hrvatske” [자유 크로아티아 20년] (크로아티아어). 글라스 슬라보니예.
- “Državni vrh srećom preživio raketiranje Banskih dvora” [국가 지도부, 반스키드보리 로켓 공격에서 다행히 생존] (크로아티아어). 노바 TV (크로아티아). 2009년 10월 7일. 2012년 3월 9일에 원본 문서에서 보존된 문서.
- “Gorbachev tells Yugoslavs to end attack”. 《워싱턴 포스트》 (보카 라톤 뉴스). 1991년 10월 8일.
- Ivanković, Davor (2012년 10월 7일). “Tuđmana spasila dojava, JNA ga gađala američkim bombama” [투지만은 제보로 살아남았고, 유고슬라비아 인민군은 그를 미국 폭탄으로 공격했다] (크로아티아어). 베체르니 리스트. 2012년 11월 5일에 원본 문서에서 보존된 문서.
- Krajač, Tatjana (2011년 10월 7일). “Da sam poginuo naslijedio bi me Srbin veći od svakog Srbina” [내가 죽었다면 나보다 더 큰 세르브인 민족주의자가 나를 계승했을 것이다] (크로아티아어). 노바 TV (크로아티아). 2012년 10월 14일에 원본 문서에서 보존된 문서.
- Moseley, Ray (1991년 10월 8일). “Croatian Capital Hit By Missiles”. 시카고 트리뷴. 2013년 12월 1일에 원본 문서에서 보존된 문서.
- Magas, Branka (1999년 12월 13일). “Obituary: Franjo Tudjman”. 《인디펜던트》. 2012년 11월 10일에 원본 문서에서 보존된 문서. 2011년 10월 17일에 확인함.
- “Na današnji dan raketirani Banski dvori: Tuđman, Mesić i Marković slučajno izbjegli atentat” [반스키드보리 로켓 공격 기념일: 투지만, 메시치, 마르코비치 우연히 암살 피하다] (크로아티아어). 노바 TV (크로아티아). 2012년 10월 7일. 2012년 10월 9일에 원본 문서에서 보존된 문서.
- Nezirović, Vanja (2009년 8월 25일). “Ne dolazi u obzir da se odreknemo Pantovčaka” [판토브차크를 포기하는 것은 불가능하다] (크로아티아어). 유타르니 리스트. 2013년 12월 1일에 원본 문서에서 보존된 문서.
- “Obljetnica raketiranja Banskih dvora” [반스키드보리 로켓 공격 기념일] (크로아티아어). HRT. 2012년 10월 7일. 2013년 2월 17일에 원본 문서에서 보존된 문서. 2012년 10월 7일에 확인함.
- Ožegović, Nina (2003년 4월 8일). “Prije je krađa u Banskim dvorima bila nemoguća: na ulazu su se strogo kontrolirali svi, od službenika i novinara do ministara” [반스키드보리에서의 절도는 예전에는 불가능했다: 입구에서 직원부터 언론인, 장관까지 모두 엄격하게 통제되었다] (크로아티아어). 나시오날 (주간지). 2013년 12월 3일에 원본 문서에서 보존된 문서.
- Pavelić, Boris; Ponoš, Tihomir (2012년 10월 8일). “Otkrivena spomen-ploča ispred Banskih dvora, Mesić i Marković nisu bili pozvani” [반스키드보리 앞에 기념 명판 설치, 메시치와 마르코비치는 초대받지 않았다] (크로아티아어). 노비 리스트. 2012년 1월 15일에 원본 문서에서 보존된 문서.
- Riding, Alan (1991년 6월 26일). “Europeans Warn on Yugoslav Split”. 《뉴욕 타임스》. 2013년 12월 1일에 원본 문서에서 보존된 문서.
- Starcevic, Nesha (1991년 10월 7일). “Yugoslav Warplanes Attack Zagreb, Nearly Hit Politicians”. AP (통신사). 2012년 10월 9일에 원본 문서에서 보존된 문서.
- Sudetic, Chuck (1990년 10월 2일). “Croatia's Serbs Declare Their Autonomy”. 《뉴욕 타임스》. 2012년 11월 12일에 원본 문서에서 보존된 문서. 2010년 12월 11일에 확인함.
- Sudetic, Chuck (1991년 6월 26일). “2 Yugoslav States Vote Independence To Press Demands”. 《뉴욕 타임스》. 2012년 11월 10일에 원본 문서에서 보존된 문서.
- Sudetic, Chuck (1991년 11월 4일). “Army Rushes to Take a Croatian Town”. 《뉴욕 타임스》. 2012년 7월 29일에 원본 문서에서 보존된 문서.
- Sudetic, Chuck (1991년 10월 3일). “Navy Blockade of Croatia Is Renewed”. 《뉴욕 타임스》. 2013년 6월 14일에 원본 문서에서 보존된 문서.
- Williams, Carol J. (1991년 10월 8일). “Croatia Leader's Palace Attacked”. 《로스앤젤레스 타임스》. 2013년 10월 22일에 원본 문서에서 보존된 문서.
- “Yugoslav Planes Attack Croatian Presidential Palace”. 《뉴욕 타임스》. 1991년 10월 8일. 2013년 10월 17일에 원본 문서에서 보존된 문서.
- Žabec, Krešimir (2011년 5월 25일). “Tus, Stipetić, Špegelj i Agotić: Dan prije opsade Vukovara Tuđman je Imri Agotiću rekao: Rata neće biti!” [투스, 스티페티치, 슈페겔, 아고티치: 부코바르 공방전 전날, 투지만은 임라 아고티치에게 말했다: 전쟁은 없을 것이다!] (크로아티아어). 유타르니 리스트. 2012년 4월 21일에 원본 문서에서 보존된 문서.

기타 자료
- “44. Zagreb in Independent Croatia”. 자그레브 시립 박물관. 2013년 6월 23일에 원본 문서에서 보존된 문서.
- Živojin Banković (2004). “Lovac presretač MiG-21” [요격 전투기 MiG-21] (세르비아어). 2012년 4월 10일에 원본 문서에서 보존된 문서.
- “Ceremonial session of the Croatian Parliament on the occasion of the Day of Independence of the Republic of Croatia”. 《크로아티아 의회 공식 웹사이트》. 사보르. 2004년 10월 7일. 2012년 3월 14일에 원본 문서에서 보존된 문서. 2012년 10월 7일에 확인함.
- “Govor predsjednika Hrvatskog sabora Luke Bebića povodom Dana neovisnosti” [독립기념일을 맞아 크로아티아 의회 의장 루카 베비치 연설] (크로아티아어). 사보르. 2008년 10월 7일. 2013년 12월 1일에 원본 문서에서 보존된 문서.
- 크로아티아 의회 (1991년 10월 8일). 《Odluka, Klasa: 021-03/91-05/07》. 《나로드네 노비네》 (크로아티아어) 1991. 2009년 9월 23일에 원본 문서에서 보존된 문서.
- “Political Structure”. 크로아티아 정부. 2007년 5월 6일. 2013년 9월 20일에 원본 문서에서 보존된 문서.
- “The Release of the Barracks” (PDF). 《20 Years of the Croatian Armed Forces》. 흐르바츠키 보이닉. 2012년 10월 8일에 원본 문서 (PDF)에서 보존된 문서. 2012년 10월 12일에 확인함.